# Longinuskreuz

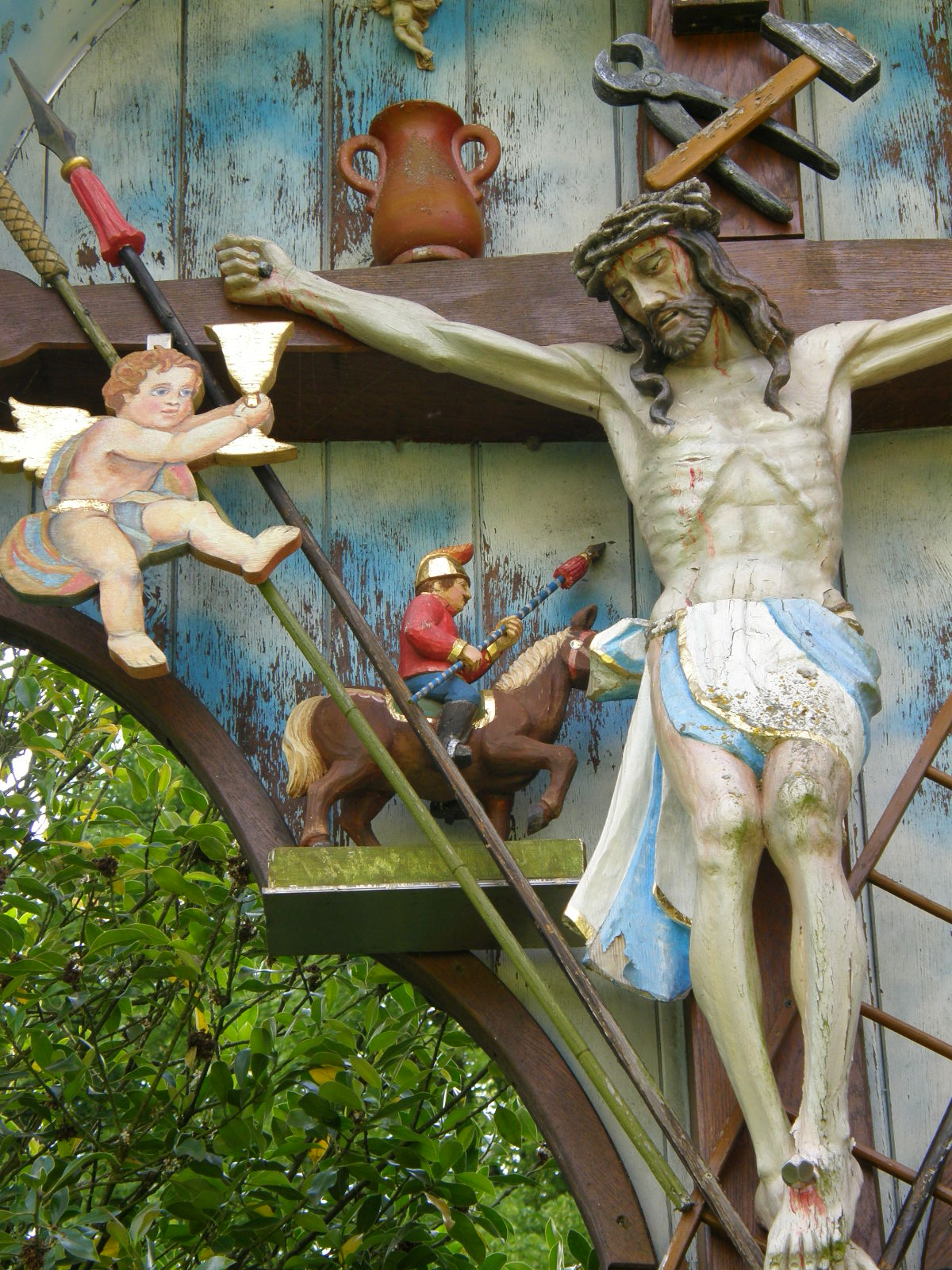
Detail eines Longinuskreuzes

Das Longinuskreuz ist eine Sonderform des Arma-Christi-Kreuzes, die vor allem im Schwarzwald, vereinzelt aber auch in anderen Gegenden Süddeutschlands vorkommt. Neben den Leidenswerkzeugen zeigen Longinuskreuze die Figur des Longinus als Reiter an der Seite des gekreuzigten Jesus. Die Kreuze sind vorwiegend aus Holz und etwa 3–4 Meter hoch. Oft tragen sie ein Walmdach, das den Dächern der Schwarzwaldhöfe ähnelt, sowie eine Rückwand, auf der die Arma-Figuren angebracht sind.

## Geschichte
Die Geschichte der Longinuskreuze ist eng mit der seelsorgerischen Arbeit der im Schwarzwald tätigen Orden der Jesuiten, Kapuziner und Zisterzienser verbunden. Die Volksmissionare dieser religiösen Gemeinschaften errichteten Missionskreuze, auf denen die Arma als Zeichen des Leidens Christi dargestellt waren. Eine besondere Rolle könnten hier auch die Verbindungen der vorderösterreichischen Teile des Schwarzwalds zur Reichshauptstadt Wien, in der die Heilige Lanze aufbewahrt wurde, gespielt haben. Die Form der Missionskreuze wurde schließlich für private Feld- und Hauskreuze übernommen.
Die Besonderheit der Longinuskreuze, die Darstellung der Figur des Longinus als Reiter unter dem Kreuz, lässt sich wohl mit der Beliebtheit des Longinus als Bauernpatron erklären. Die Figur wird bei älteren Kreuzen meist in der Uniform eines badischen Dragoners dargestellt, oft begleitet von dem auf ein Holzschild angebrachten Ausspruch „Wahrlich, dies war Gottes Sohn“ (nach Mk 15,39). Viele Schwarzwälder dienten aufgrund ihrer Versiertheit im Umgang mit Pferden als Kavalleristen in den Kriegen des 19. Jahrhunderts und schufen nach ihrer Heimkehr mit den Longinuskreuzen ein Andenken an ihre eigene Militärzeit.
Über die Schnitzer der Kreuze ist in der Regel nichts bekannt. Stilvergleiche lassen jedoch einzelne Künstler unterscheiden, vereinzelt sind auch Namen bekannt. Von großer künstlerischer Qualität sind insbesondere die Kreuze des sogenannten „Herrgott-Mattheubis“, der aus dem Raum Schonach stammte. Oft wurde die Christusfigur bei professionellen Bildhauern bestellt, während die Landbevölkerung selbst die Arma-Objekte schnitzte.
Noch heute werden gelegentlich Longinuskreuze angefertigt. Die älteren Kreuze stehen als Kleindenkmale unter Denkmalschutz.